# 박춘남
박춘남(생년 미상 ~ )은 조선민주주의인민공화국의 정치인이다. 내각 문화상 겸 조선로동당 중앙위원회 후보위원이다.

## 경력
2011년 9월 조선민주주의인민공화국 내각 문화성 부상에 임명된 이후 2012년 7월부터 문화성 영화총국 총국장을 겸하였고 2013년 9월에 홍광순 후임으로 문화상에 임명되었다. 2016년 5월 조선로동당 제7차 대회에서 조선로동당 중앙위원회 후보위원으로 선출되었다.

## 최고인민회의 대의원
2014년 3월 최고인민회의 제13기 대의원으로 선출되었다.